# 上谷沼調節池

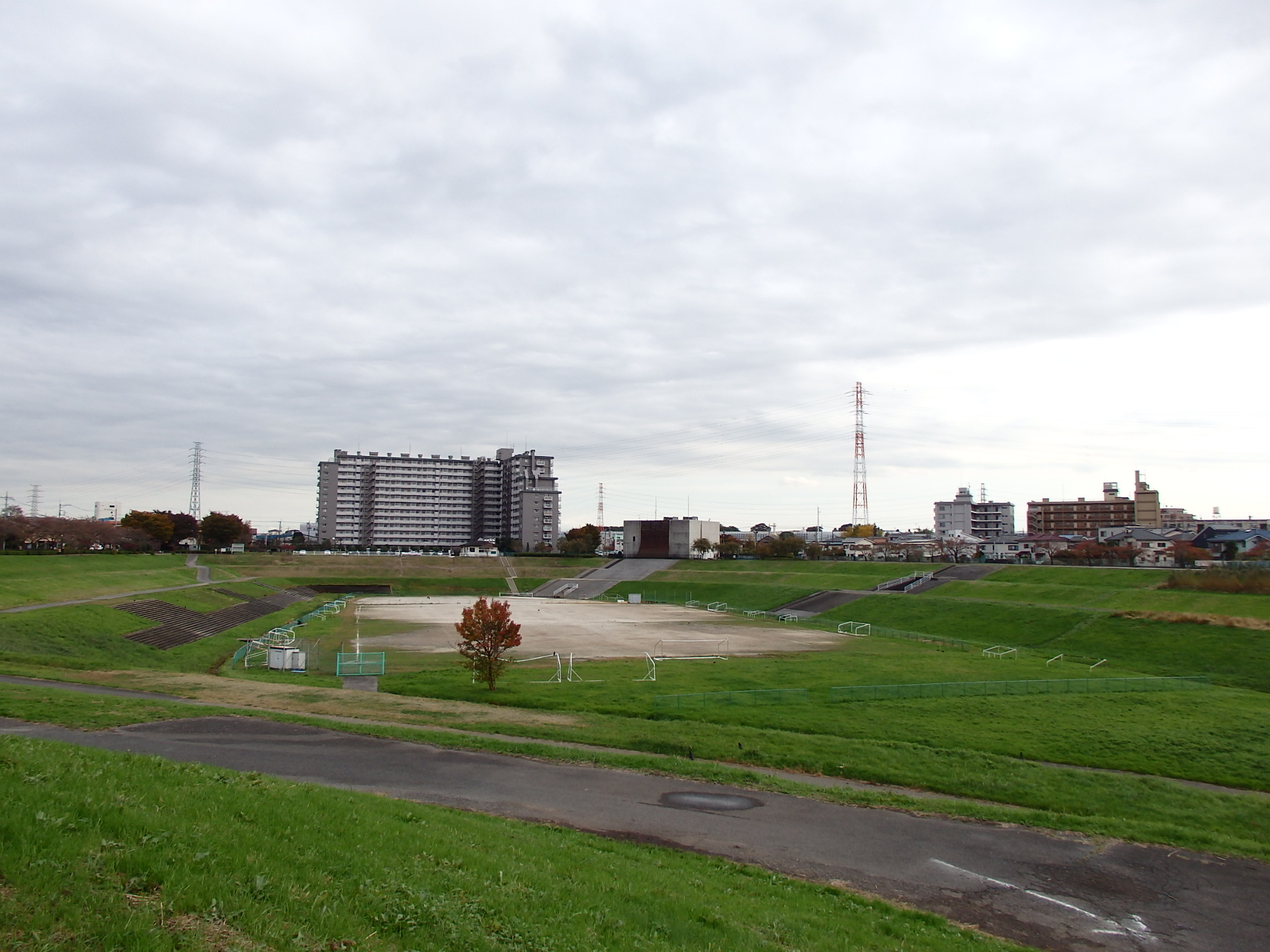
南側にはグラウンドがある

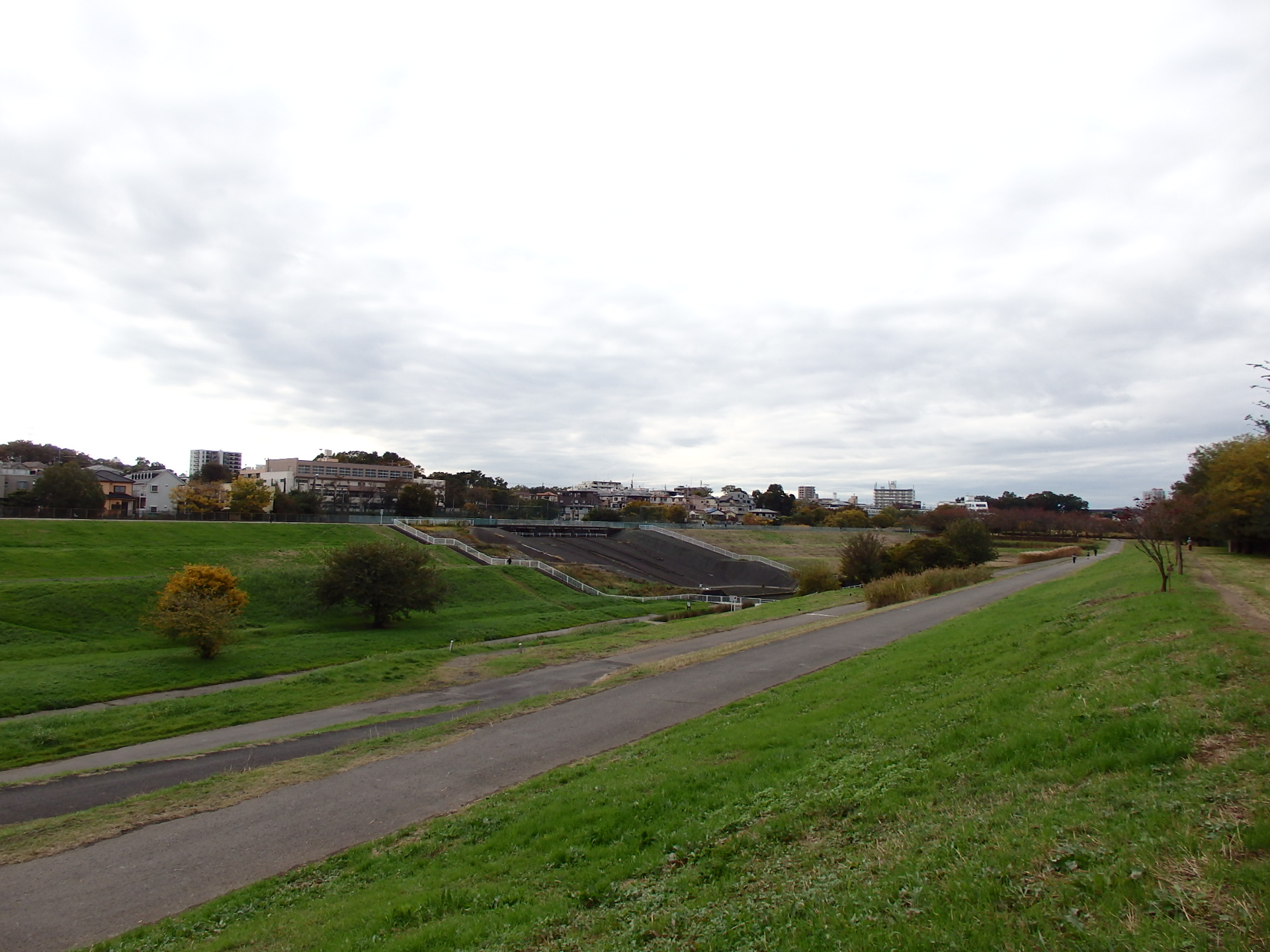
越流堤のある北側

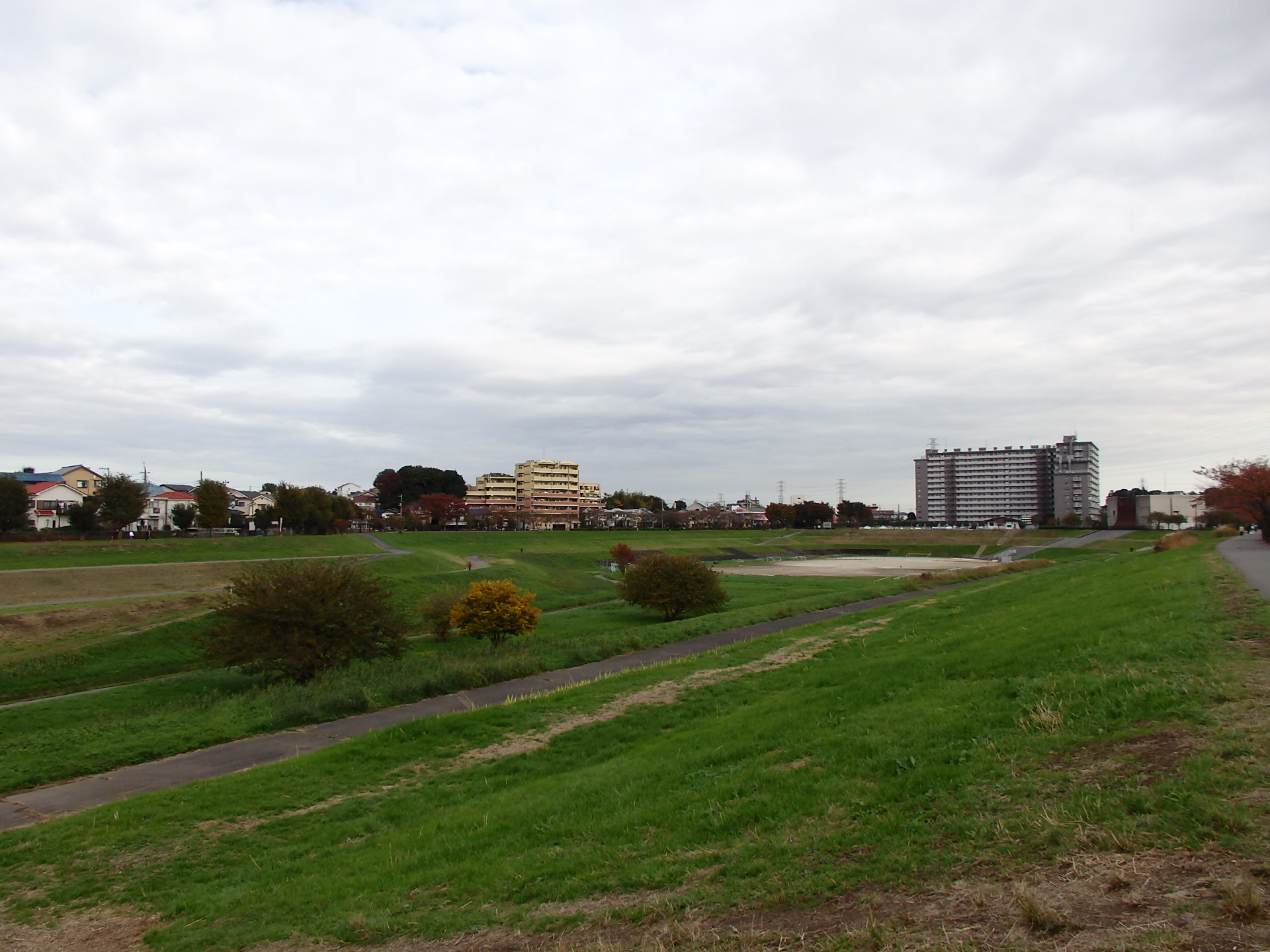
越流堤付近から南側を望む

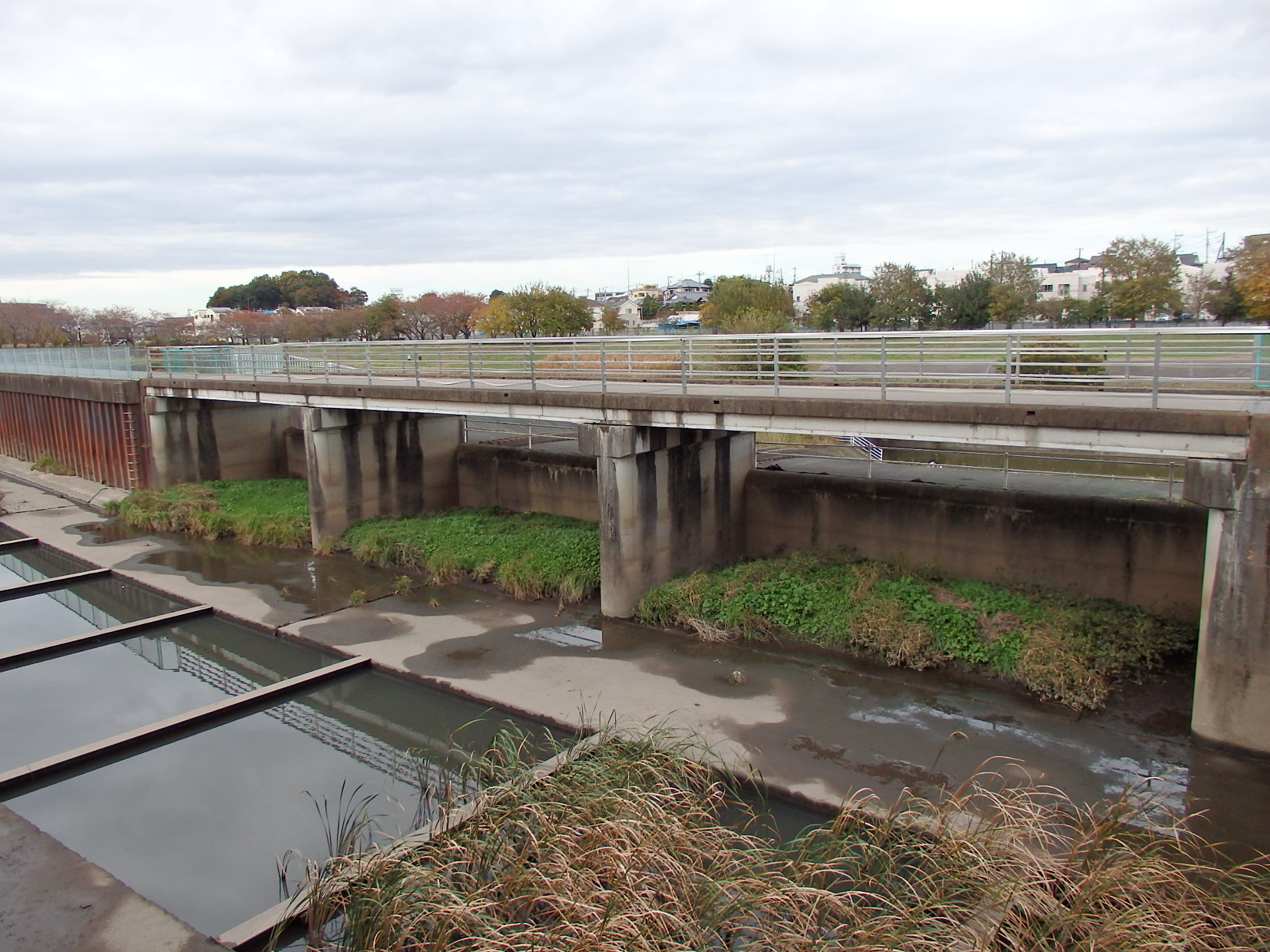
越流堤

上谷沼調節池（うわやぬまちょうせつち）は、埼玉県川口市にある調節池。もとは上谷沼であった。

## 概要
もともと旧入間川流路跡に隣接した湿地帯として上谷沼があり、現在もウナギ料理の街で有名な旧浦和市エリアの前身、浦和宿で提供されたウナギの産地であった。戦後、県庁所在地である浦和や隣接する川口の都市化が急速に進むと藤右衛門川の氾濫が相次ぎ、その治水対策として沼のくぼみを利用した調節池が埼玉県により施工され、左岸側の南部が暫定的に完成した。流入口付近（越流堤）に水がたまっていることがあるが、基本的に池の底には水は無い。特に南部は「川口市上谷沼運動広場」としてグラウンドが整備されている。増水時には水没する。現在もともと沼があった左岸側に計画の3分の1が完成しており、北側の湿地では無かった部分は未着工である。また、同様に湿地ではなかった右岸側にも池を建設する計画である。用地買収が行われているものの農地が残り、完成に至っていない。

## データ
- 貯水容量 - 450,000立方メートル[3]（右岸完成時には720,000立方メートル[4]）